# Andrzej Zydorowicz
Andrzej Zygmunt Zydorowicz (ur. 9 maja 1942 w Radomiu) – polski dziennikarz sportowy oraz działacz samorządowy.

## Życiorys
Ukończył filologię polską na Uniwersytecie Śląskim w Katowicach. Następnie pracował w Ośrodku TVP w Katowicach oraz w ogólnopolskiej TVP jako dziennikarz – sprawozdawca sportowy. Specjalizował się głównie w relacjonowaniu meczów piłki nożnej, choć był sprawozdawcą rozgrywek również w innych dyscyplinach. Prowadził też telewizyjne programy sportowe. Pracował jako komentator mistrzostw Europy w piłce nożnej, mistrzostw świata w piłce nożnej oraz igrzysk olimpijskich. Współpracował z „Dziennikiem Zachodnim” i telewizją Polsat Sport. Został wiceprezesem zarządu Fundacji dla Śląska.
Od 2002 sprawował mandat radnego Rady Miasta Katowice z ramienia lokalnego komitetu organizowanego przez Piotra Uszoka, w 2010 i w 2014 wybierany na kolejne kadencje z listy PO. Prowadził zajęcia z zakresu dziennikarstwa w Wyższej Szkole Humanistycznej w Katowicach.
Jest ojcem Marcina Zydorowicza.